# Allocosa obscuroides
Espèce
Synonymes
- Lycosa obscura L. Koch, 1877 nec
- Tarentula obscuroides Strand, 1906
- Tarentula seuberti Strand, 1907

Allocosa obscuroides est une espèce d'araignées aranéomorphes de la famille des Lycosidae.

## Distribution
Cette espèce se rencontre en Australie et en Indonésie à Java.

## Habitat
Elle occupe une sorte de terrier peu profond à large ouverture.

## Description
Le mâle mesure 15 mm et les femelles de 15 à 18 mm.

## Taxinomie
Cette espèce a été décrite par Ludwig Carl Christian Koch en 1877 sous le nom Lycosa obscura, ce nom étant préoccupé par Lycosa obscura Blackwall, 1841, elle a été renommée Tarentula obscuroides par Embrik Strand en 1906. Elle a été transférée dans le genre Allocosa par Carl Friedrich Roewer en 1955.

## Publications originales
- Strand, 1906 : Die arktischen Araneae, Opiliones und Chernetes. Fauna Arctica. Jena, vol. 4, p. 431-478 (texte intégral).
- Koch, 1877 : Die Arachniden Australiens. Nürnberg, vol. 1, p. 889-968 (texte intégral).